# Studentendorf Schlachtensee

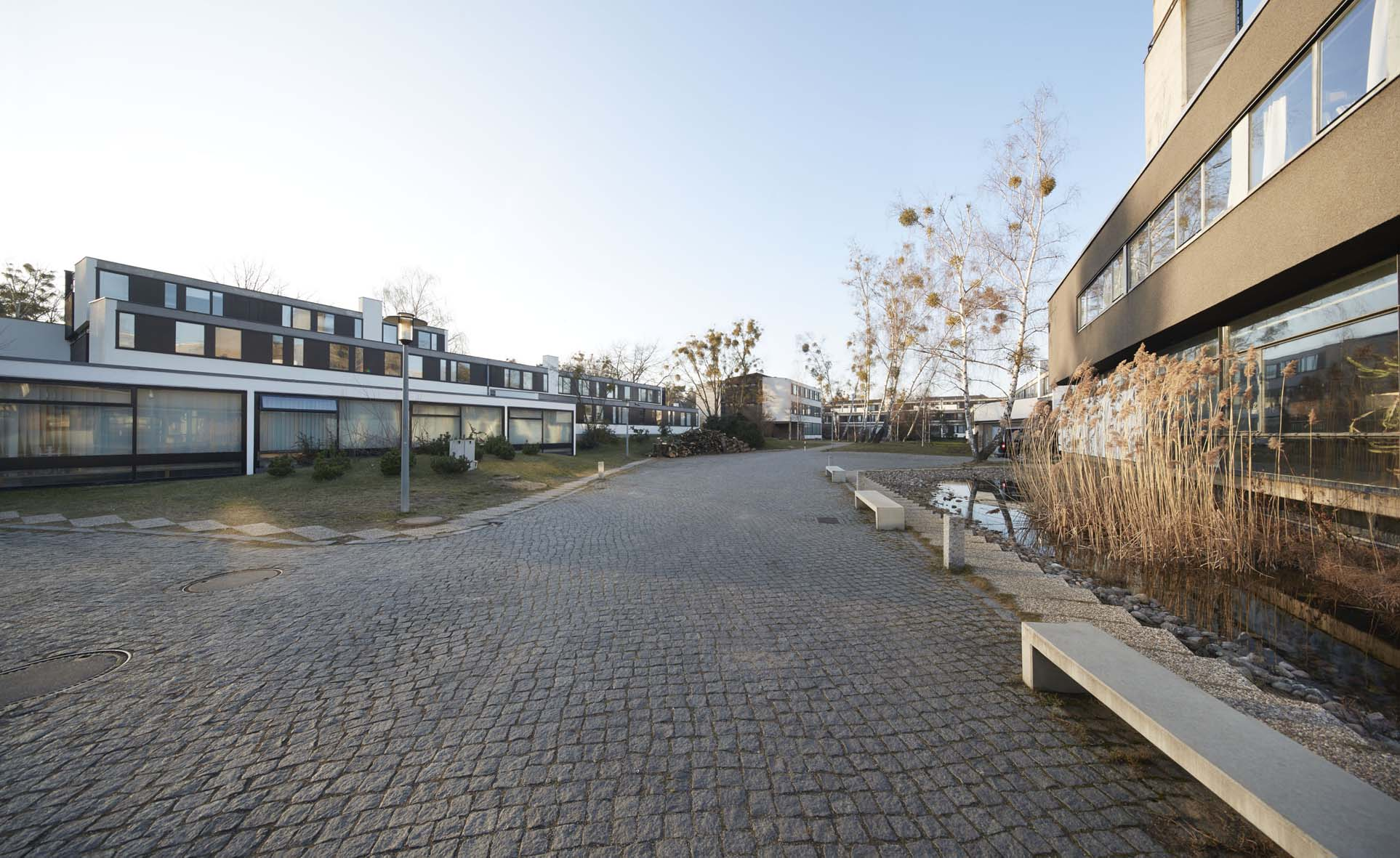
„Dorfplatz“ im Studentendorf Schlachtensee in Berlin-Schlachtensee

Das Studentendorf Schlachtensee ist ein denkmalgeschütztes Bauensemble von Wohn- und Gemeinschaftsgebäuden, das ab den 1950er Jahren im damaligen West-Berlin entstanden ist und als Wohnstätte für Studenten der Freien Universität geplant war. Im Oktober 2014 wurde mit dem Studentendorf Adlershof nach dem Vorbild von Schlachtensee eine Wohnanlage auf dem Campus der Humboldt-Universität in Betrieb genommen.

## Lage und Umgebung

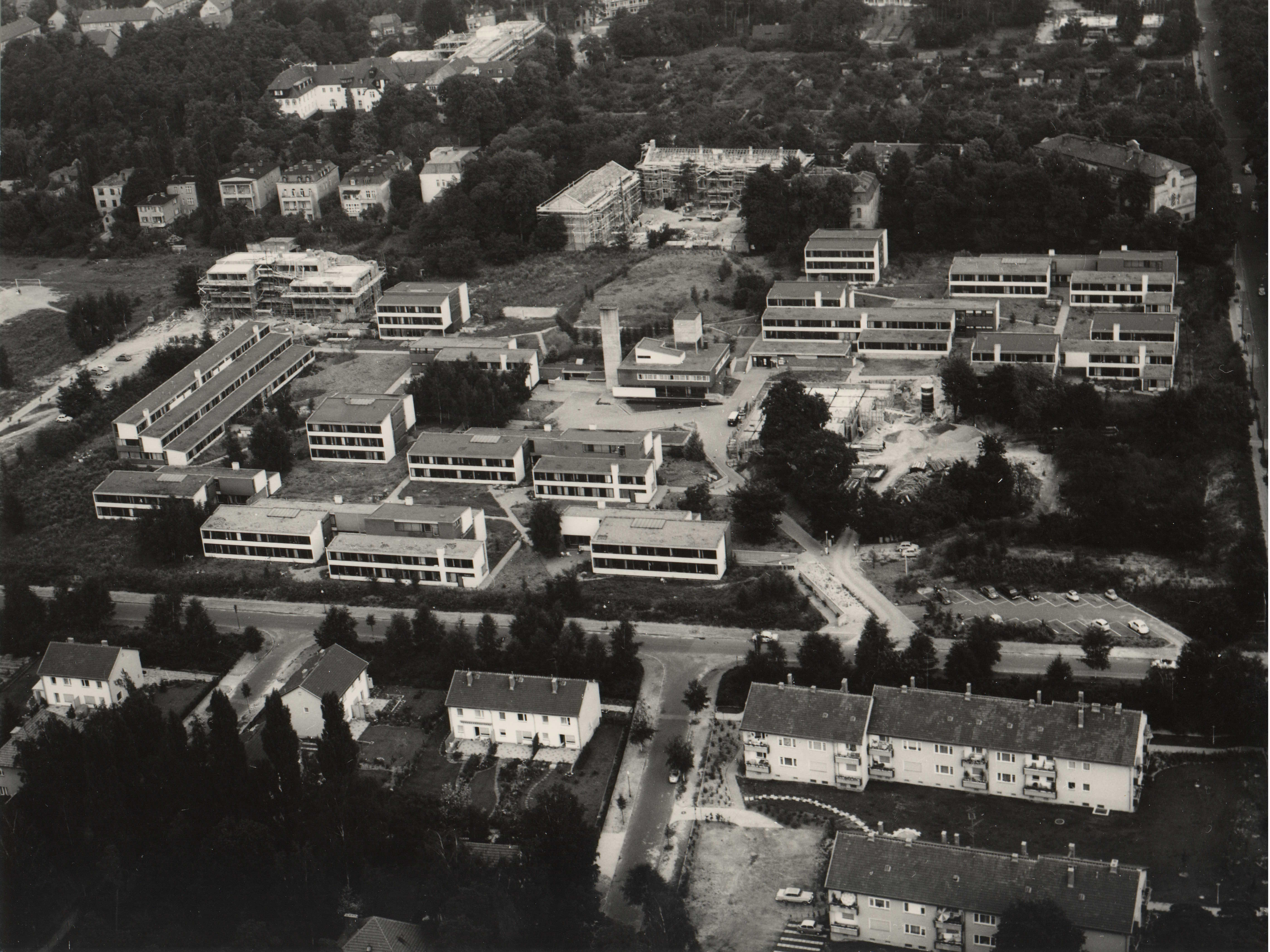
Luftbild Studentendorf Schlachtensee, 1963

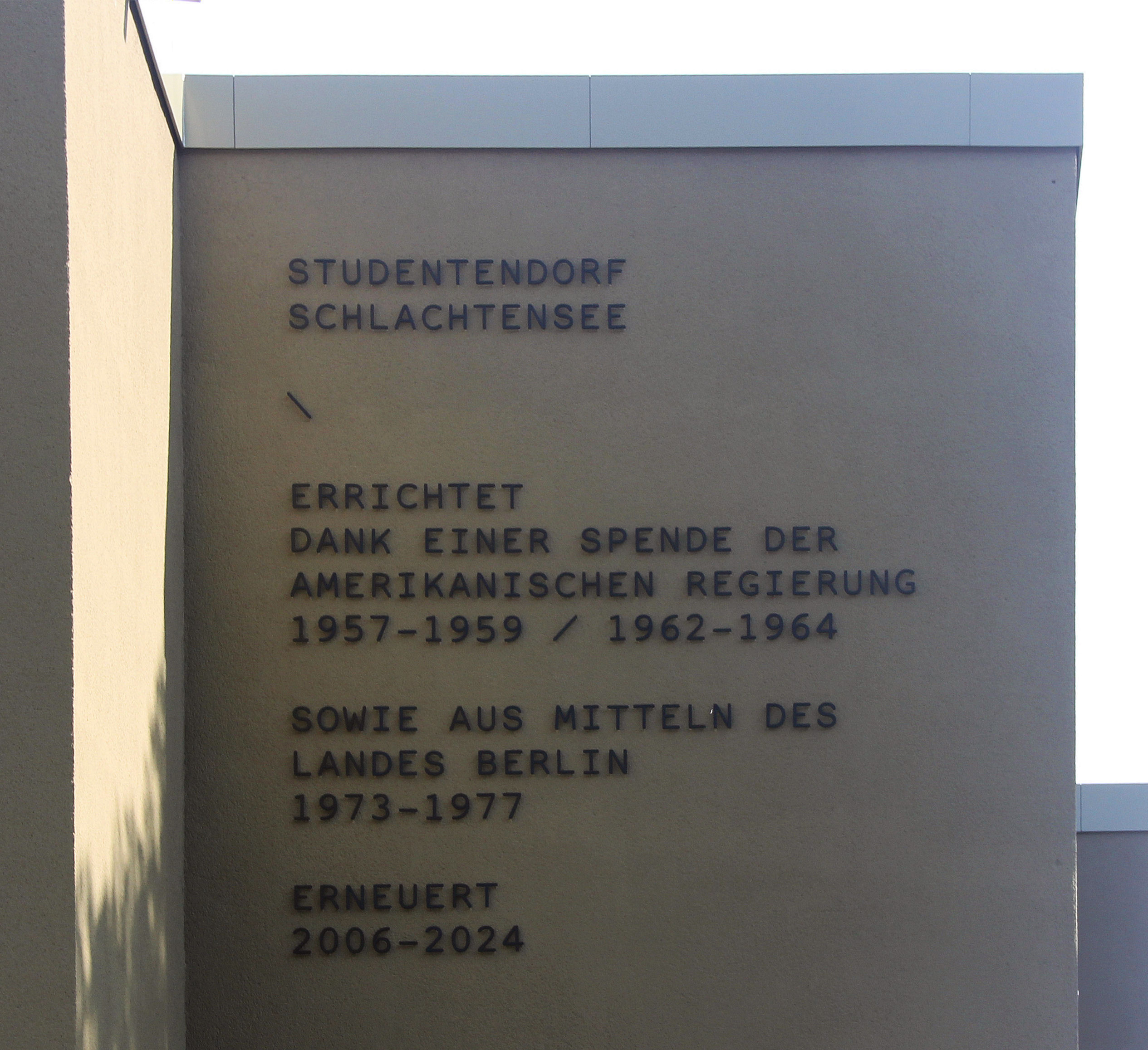
Gedenken am Haus 27

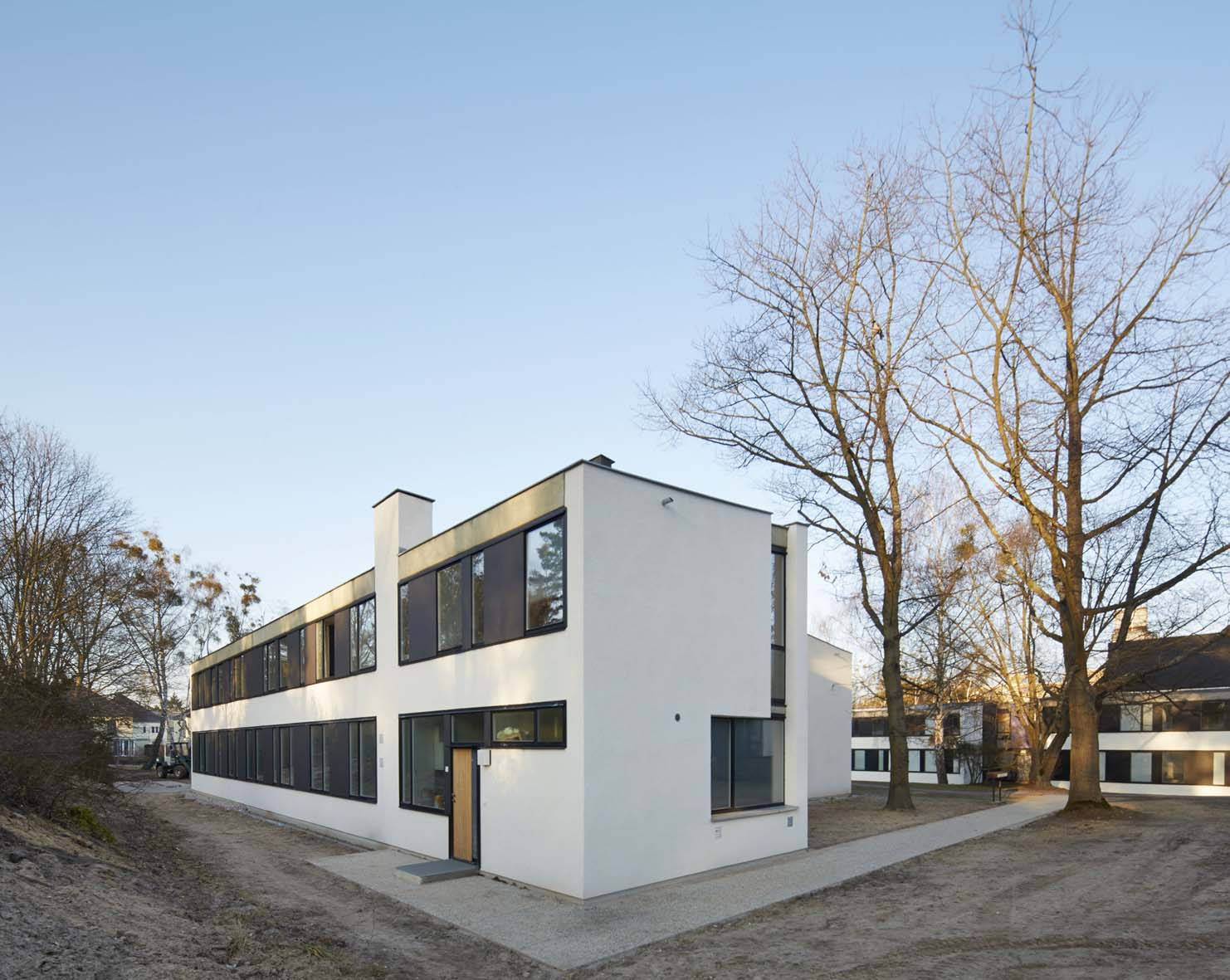
Studentendorf Schlachtensee, Haus 5

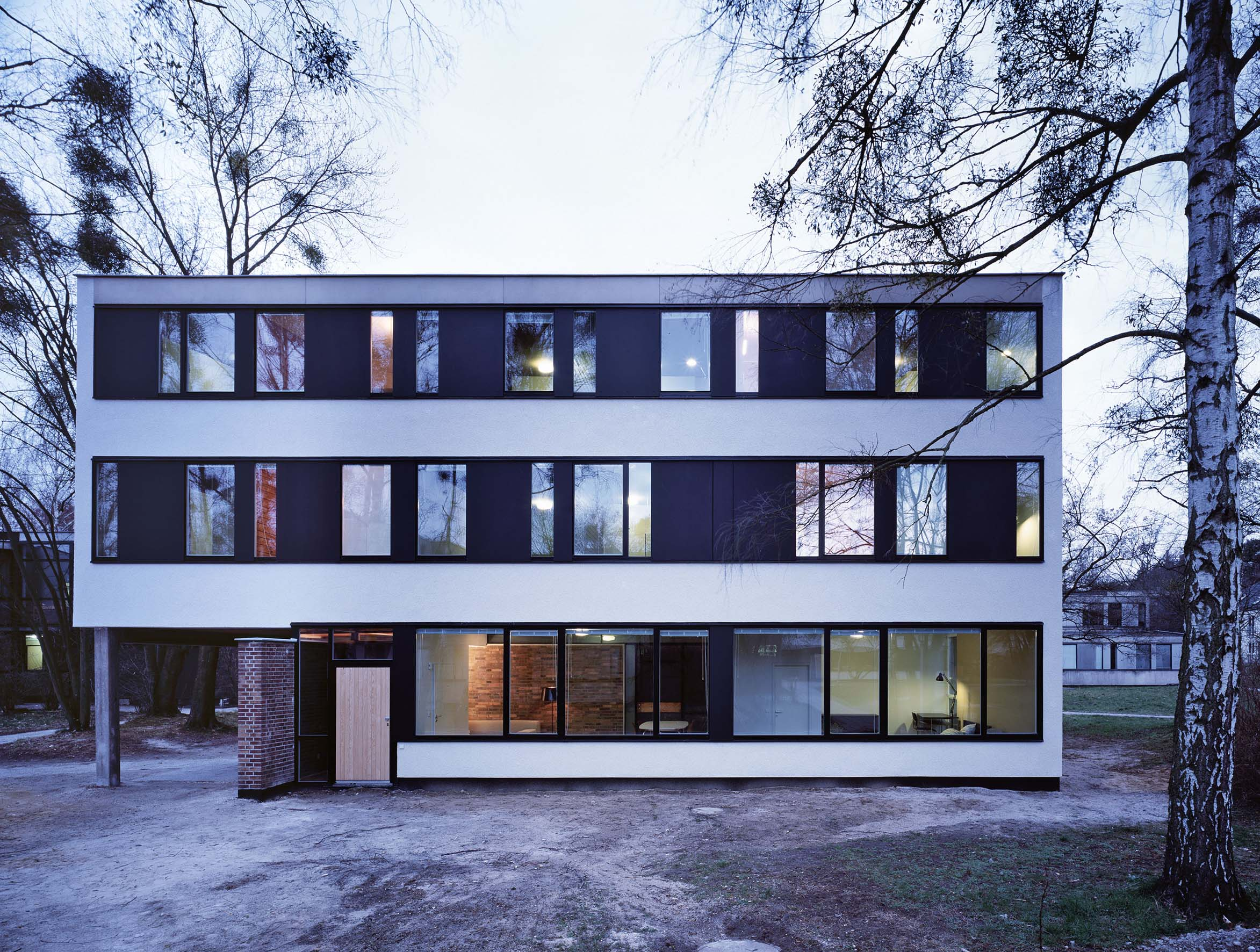
Studentendorf Schlachtensee, Haus 4

Das Studentendorf Schlachtensee liegt im Südwesten Berlins im Bezirk Steglitz-Zehlendorf im Ortsteil Schlachtensee. Der denkmalgeschützte Teil des Studentendorfs ist zwischen 1959 und 1964 gebaut und durch eine Schenkung der Regierung der Vereinigten Staaten von Amerika finanziert worden. Das Studentendorf ist damit die erste neuerbaute studentische Wohnanlage der Berliner Nachkriegszeit.

## Entstehungsgeschichte

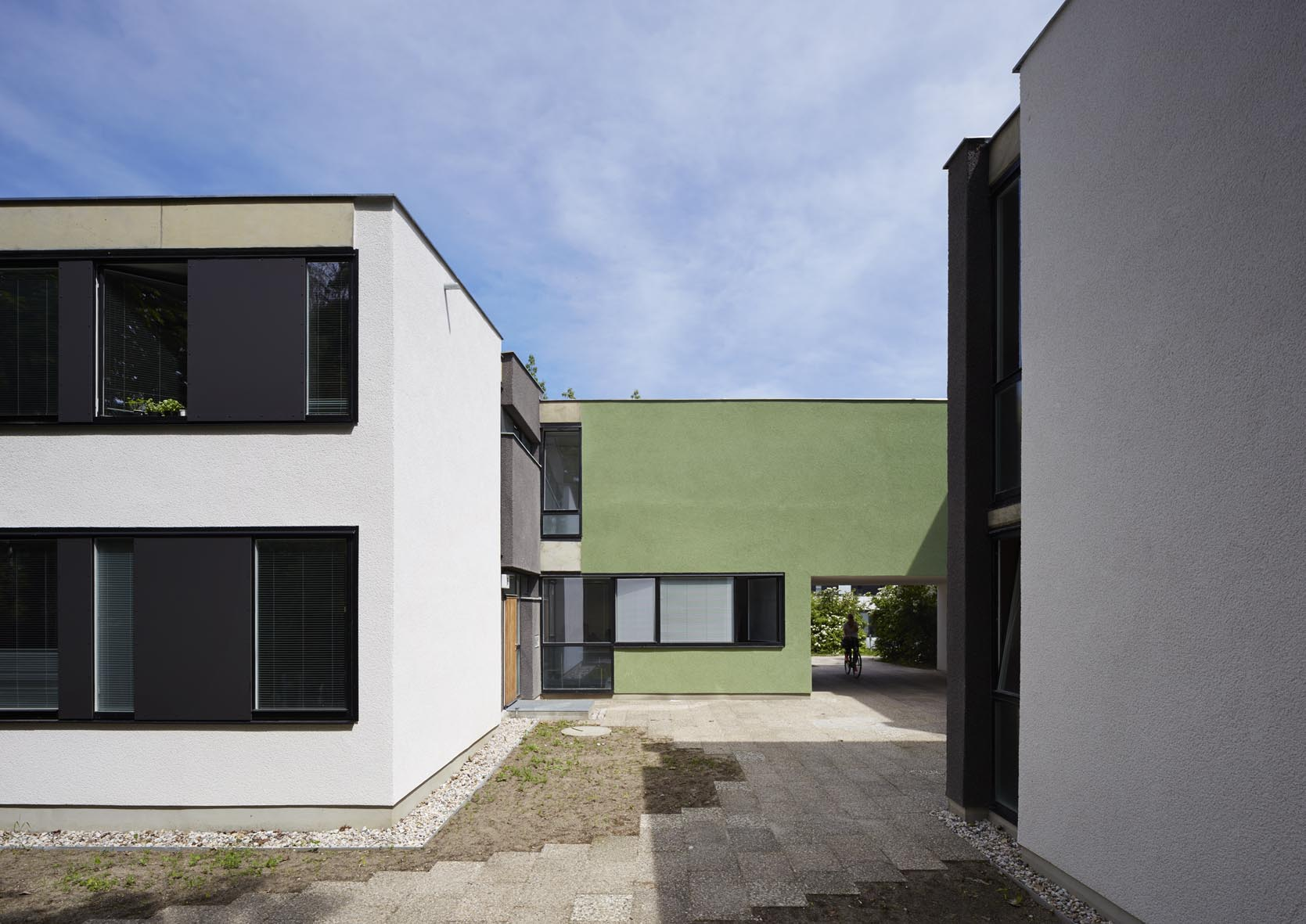
Studentendorf Schlachtensee, Haus 5

Das Studentendorf Schlachtensee ist einer der wichtigsten baulichen Beiträge der Amerikaner zur Reeducation der Deutschen nach dem verlorenen Zweiten Weltkrieg. Ziel war es, die Erziehung junger Menschen zu Bürgern eines demokratischen Deutschlands mit Mitteln der Architektur zu unterstützen und damit den Totalitarismus zu überwinden. In Schlachtensee sollte die künftige akademische Elite der Bundesrepublik Deutschland ein Zuhause finden und politische und demokratische Bildung erfahren. Die Architektur und viele Institutionen wie das Tutorenprogramm, der Dorfrat und Arbeitsgruppen, die im Dorf ansässige Bibliothek und andere kulturelle Einrichtungen entsprangen diesem Gedanken und wurden mit großzügiger Hilfe des US State Department finanziert. Die Ford Foundation bezahlte zehn der Tutorenstellen. Eleanor Lansing Dulles, Diplomatin der Vereinigten Staaten und Berlin-Beauftragte des US-Außenministeriums, hatte sich für die Beschaffung von fast zehn Millionen Mark eingesetzt. Sie legte im Oktober 1957 zusammen mit dem Regierenden Bürgermeister Willy Brandt den Grundstein für den Komplex. Dem Gedanken der Reeducation folgte die Quotierung der Bewohner nach west- und ostdeutschen sowie ausländischen Studenten – bis zum Mauerbau 1961 studierten auch DDR-Bürger an der Freien Universität.
Die bauliche Anlage gilt als bedeutendstes Studentendorf nicht nur in Berlin, sondern sucht in Europa wegen ihrer herausragenden Architektur seinesgleichen.

## Architektur
Das Studentendorf der Freien Universität Berlin, wie dessen ursprünglicher Name lautet, ist als Ensemble von 28 auf etwa fünf Hektar locker angeordneten Häusern wie eine Stadtlandschaft komponiert. Die Berliner Architektengemeinschaft Hermann Fehling, Daniel Gogel und Peter Pfankuch entwarf die Anlagen des ersten und zweiten Bauabschnitts. Im ersten Bauabschnitt entstanden 1957–1959 zwölf sogenannte Herrenhäuser und sechs sogenannte Damenhäuser – damals wohnten Studenten noch nach Geschlechtern getrennt –, das Bürgermeisteramt, ein Ladengeschäft sowie die Bibliothek. Im zweiten Bauabschnitt, 1962–1964, folgten ein Doppelwohnhaus, das Gemeinschaftshaus sowie das heute nicht mehr existierende Wohnhaus des Akademischen Direktors.
Alle Wohngebäude – mit Ausnahme des Doppelhauses 12/13 – sind ein- bis dreigeschossig und waren für Wohngruppen von jeweils bis zu 30 Studenten angelegt. Die denkmalgeschützte Anlage des ersten und zweiten Bauabschnitts ist bis hin zum Mobiliar beinahe vollständig erhalten geblieben. 1976–1978 kamen in einem dritten Bauabschnitt vier fünfgeschossige Wohngemeinschaftshäuser der Architekten Kraemer, Pfennig, Sieverts & Partner hinzu.
Alle Wohnhäuser gruppieren sich um einen Dorfanger und bilden ein einzigartiges Ensemble der Nachkriegsmoderne. Am Dorfanger sind die zentralen Bauten sowie das Gemeinschaftshaus mit Theatersaal und Mensa, dem heutigen Haus 14, angesiedelt. Auch die Bürgermeisterei mit der Technikzentrale – heute das Rathaus –, das aktuell als Kinderladen genutzte Ladengeschäft und die zur Learning Lounge/Projekthaus umfunktionierte Bibliothek liegen am Anger. Das zwischenzeitlich Im Projekthaus angesiedelte Fitnessstudio ist ins Haus 14 umgezogen.
Das Studentendorf ist auf gemeinschaftliches Wohnen hin angelegt: So sind die Zimmer eher klein, doch laden lichte Hallen und Treppenhäuser sowie große Küchen in den Wohngebäuden zur Begegnung ein. Mit Erweiterungsbauten von 1977, den Kraemer-Bauten, bietet das Dorf Platz für mehr als 900 Studenten.
Für die studentischen Unterkünfte und um die Anlage baulich aufzulockern, wählten die Architekten unterschiedliche Hausformen: mehrgeschossige Würfel, Z-förmige Häuser, aus Winkeln zusammengesetzten Hausgruppen und streng geschlossene Solitäre wechseln einander ab. Am südlichen Ende platzierten die Architekten das Gemeinschaftshaus, das sich in seiner expressiven Formensprache deutlich von der übrigen Bebauung abhebt.

## Zur architekturhistorischen Bedeutung des Studentendorfs
Die 18 Wohngebäude des ersten Bauabschnitts des Studentendorfs lassen sich in die von den Architekten so benannten vier Grundtypen A, B, C und N gliedern, die im Inneren stets demselben Ordnungsprinzip folgen. Die Raumabfolge von jeweils einer Halle im Zentrum des Gebäudes – gleichsam das kommunikative Zentrum des Hauses – hin zu den individuellen Wohnbereichen und Gemeinschaftsräumen ist bei allen Gebäudetypen gleich. Auch die Größe der Studentenbuden und die Einrichtungsgegenstände sind übergreifend standardisiert.
Jede „Bude“ erstreckt sich auf einem Grundriss von rund zehn Quadratmetern und ist immer mit einem Einbauschrank, einem Bett, einem an der Wand befestigten Schreibtisch sowie einem mit dem äußeren Eternitpaneel verbundenen Wandregal ausgestattet. In den meisten Zimmern ist eine Wand als Holzwand ausgebildet. Unterschiedlich hingegen sind die Anordnung der Einrichtungsgegenstände – insgesamt 36 Möblierungsvarianten wurden von den Architekten gezeichnet – sowie die Farbabfolge der Wände und Decken.
Wie bei der asymmetrischen Außenfassade sollte durch unterschiedliche Farb- und Einrichtungskonzepte die individualisierte Gemeinschaft westlicher Prägung deutlich werden. Kein Bewohner besitzt mehr als der andere, und dennoch lässt sich jeder Wohnbereich sichtlich von anderen unterscheiden. Das Prinzip einer individualisierten, selbstbewussten und eben nicht gleichgeschalteten Gemeinschaft hat sich auf die Architektur übertragen bzw. wird umgekehrt durch die Architektur erst ermöglicht. Vor diesem Hintergrund ist das Studentendorf Schlachtensee gleichsam „gebaute Demokratie“.
Das Studentendorf Schlachtensee ist seit 2021 Mitglied der Stiftung Orte der deutschen Demokratiegeschichte.
Nach außen zeichnen sich die Wohnbauten durch ein zwar farblich strenges, jedoch völlig asymmetrisches Fassadenbild aus. Neben den schmalen Stahlfensterprofilen und anthrazitfarbenen Eternitpaneelen ist der zweifarbige Putzaufbau auffällig. Die Fassadenflächen bestehen aus einem durchgefärbten Edelkratzputz, wobei die weißen Flächen auf die Wohnbereiche, die schwarzen auf die Gemeinschaftsbereiche verweisen. Zimmer, Hallen, Küchen und Flure sind großflächig verglast. Die raumübergreifenden Materialabfolgen und bodentiefen Flurverglasungen stützen das Prinzip der fließenden Räume. Neben den Wohngebäuden des ersten Bauabschnitts und der Bürgermeisterei wurden noch zwei kleine eingeschossige Pavillons am zentralen Dorfplatz errichtet, die zentralen Studentendorffunktionen vorbehalten waren. Gegenüber der Bürgermeisterei wurde ein nach drei Seiten verglastes Bibliotheksgebäude errichtet, an der südlichen Platzkante ein mit Oberlichtern versehenes Ladengebäude. Beide Gebäude wurden auf studentische Initiative hin anders genutzt: Aus dem Laden wurde eine Kinderladen, die Bibliothek wurde zum Sportstudio, später zum Projektraum umgestaltet.
Das am Dorfplatz gelegene Gemeinschaftshaus wurde erst im zweiten Bauabschnitt realisiert und 1959 planerisch durch Fehling+Gogel neu gestaltet. Der vormals kubisch geplante Bau erhielt nun eine sehr expressive Form mit auskragendem Dach und weißer Putzfassade und erinnert entfernt an die Berliner Philharmonie, bei deren Wettbewerb das Architektentrio nach Hans Scharoun den zweiten Preis gewann. Das Haus enthielt zunächst eine Mensa und einen Veranstaltungssaal für dreihundert Personen. In den 1970er Jahren wurde die Fassade wohl aus kosmetischen Gründen mit Eternitplatten verkleidet. Als Ganztagsrestaurant war die Mensa nicht rentabel, da die Studenten sich weitgehend in ihren kleinen Teeküchen auf der Wohnetage und in der Universitätsmensa versorgten. Seit 1974 befand sich der Club A18 in den Räumen der ehemaligen Mensa. Am 3. Oktober 2020 wechselte der Betrieb der Räumlichkeiten vom Verein Selbstverwaltung des Studentendorfes Schlachtensee zur neugegründeten Haus14 eG iG und bekam einen neuen Namen: KlubHaus14.
Der avantgardistische Anspruch des Studentendorfs erstreckt sich aber nicht nur auf die gebaute Architektur. Auch die städtebauliche und landschaftliche Umgebung sind in das Gestaltungskonzept einbezogen. Der Landschaftsgarten wurde von Hermann Mattern ausgeführt, der wohl als einer der bedeutendsten Gartengestalter der Mitte des 20. Jahrhunderts gelten darf. In scheinbar loser Folge gruppieren sich die Wohnhäuser um den tiefer gelegenen Dorfplatz, der nach griechischem Vorbild die Agora der Studentensiedlung bildet. Diagonale Wegeführungen verbinden die Häuser mit der zentralen Platzanlage, die durch eine ebenfalls diagonal angelegte Zufahrtsstraße mit der Nachbarschaft verbunden ist. Die Platzanlage wird durch alle zentralen und gemeinschaftlichen Gebäude gerahmt und durch ein diagonal ausgerichtetes Wasserbecken rhythmisiert. Die Raumabfolgen sind nicht hierarchisch, sondern scheinbar willkürlich gestaltet und zielen nirgendwo auf monumentale Gesten ab. Zwei aus der Gehöftzeit stammende Birkenwäldchen wurden in den Landschaftsgarten integriert und verbinden den Ort mit seiner Geschichte.
Die alten Obstbaumspaliere, die Fehling innerhalb seiner Neuplanung unbedingt erhalten wollte, gingen verloren. Das Gestaltungskonzept Matterns für die kleine Siedlungseinheit Studentendorf Schlachtensee fußt ohne jeden Zweifel auf dem Scharounschen Modell der Stadtlandschaft, die für den Kunsthistoriker Andreas Butter als „Identifikationsfolie für ein freies, kooperatives Zusammenleben der Menschen“ gelten sollte. Laut Butter wurde im Studentendorf Schlachtensee auf exemplarische Weise die von Scharoun für die Wohnzelle entwickelte naturhafte und nicht axiale Raumgestaltung ganz im Sinne der Landschaftsgestaltung der Aufklärung umgesetzt. „Der englische Park wird so angelegt, seine Wege so geführt, dass dem Besucher die Freiheit in der Wahl der Begehung zurückgegeben wird.“ Dieses vor allem in Schweden seinerzeit programmatisch umgesetzte, sozial konnotierte Gartenbaukonzept war für die deutsche Gartenkunst und für die raumkünstlerische Gestaltung einer studentischen Wohnanlage etwas gänzlich Neues; obgleich sich die Bewohner des Studentendorfes über den Gärtner Mattern nicht nur begeisterten. Die starken Scharoun-Bezüge in der Raumgestaltung, aber auch in der Architektur des Gemeinschaftshauses sind für Butter nicht verwunderlich, „da alle beteiligten Bau- und Gartenkünstler in enger Verbindung zu ihm standen“.

## Geplanter Abriss und Rettung des Denkmals

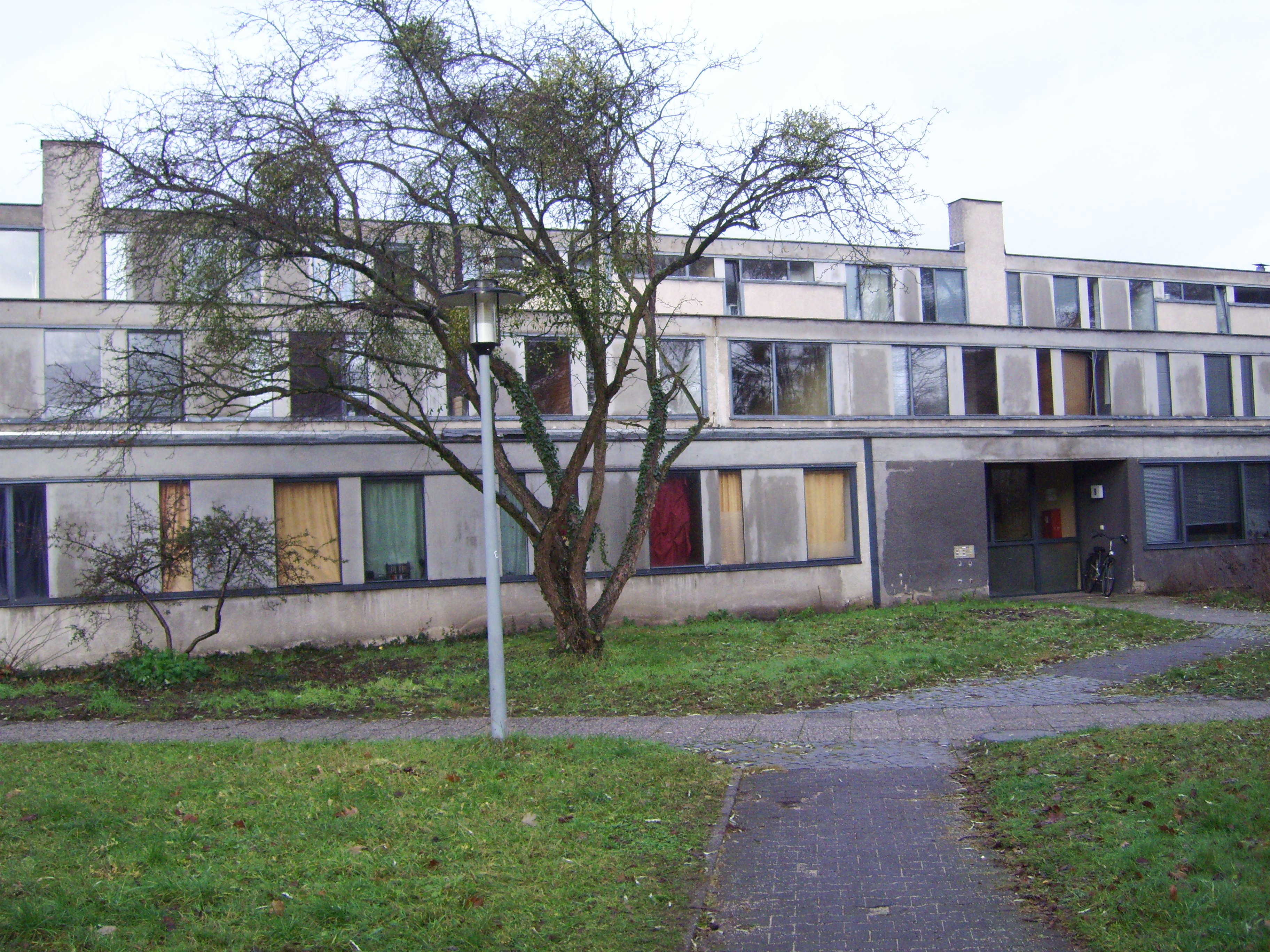
Studentendorf Schlachtensee, Haus 9/10 vor der Sanierung, 2008

Obwohl es seit 1991 unter Denkmalschutz steht, sollte das Studentendorf nach dem Willen des Berliner Senats im Jahr 2001 bis auf fünf Gebäude abgerissen und das Grundstück veräußert werden. Mit dem erhofften Verkaufserlös sollte ein Neubau für die Berlinische Galerie finanziert werden. Angestoßen von der Selbstverwaltung und maßgeblich geführt vom Stadtplaner und Architekten Hardt-Waltherr Hämer entwickelte sich jedoch Widerstand unter den verbliebenen und früheren Bewohnern, und es gründete sich eine Initiative, die für den Erhalt des Baudenkmals kämpfte. Mit dem im März 2003 im Senat gefassten Beschluss, das Studentendorf an die Genossenschaft Studentendorf Schlachtensee eG zu verkaufen, wurde der Abriss erfolgreich abgewendet. Am 16. Juni 2004 stimmte das Berliner Abgeordnetenhaus nach langen Verhandlungen dem Verkauf zu. Seitdem betreibt die Genossenschaft das Studentendorf und setzt Haus für Haus unter laufendem Betrieb denkmalgerecht instand. Das Haus 19 wird seit 2005 an den Künstlerverein Haus 19 e. V. vermietet.
Im Februar 2006 erhob die Bundesrepublik Deutschland das Studentendorf Schlachtensee in den Rang eines „Kulturdenkmals von Nationalem Rang“ und fördert seitdem auch dessen bauliche Erneuerung. Zu den Partnern und Förderern beim Betrieb und bei der Sanierung gehören auch die Deutsche Stiftung Denkmalschutz, die Becksche Stiftung, das Land Berlin und die Freie Universität Berlin.

## Verkauf des Grundstücks
Im Juni 2010 verkaufte die Genossenschaft das Grundstück an die Schweizer Pensionskasse CoOpera Sammelstiftung PUK und pachtete es für eine Laufzeit von 99 Jahren von dieser zurück.

## Denkmalgerechte Erneuerung des Baudenkmals

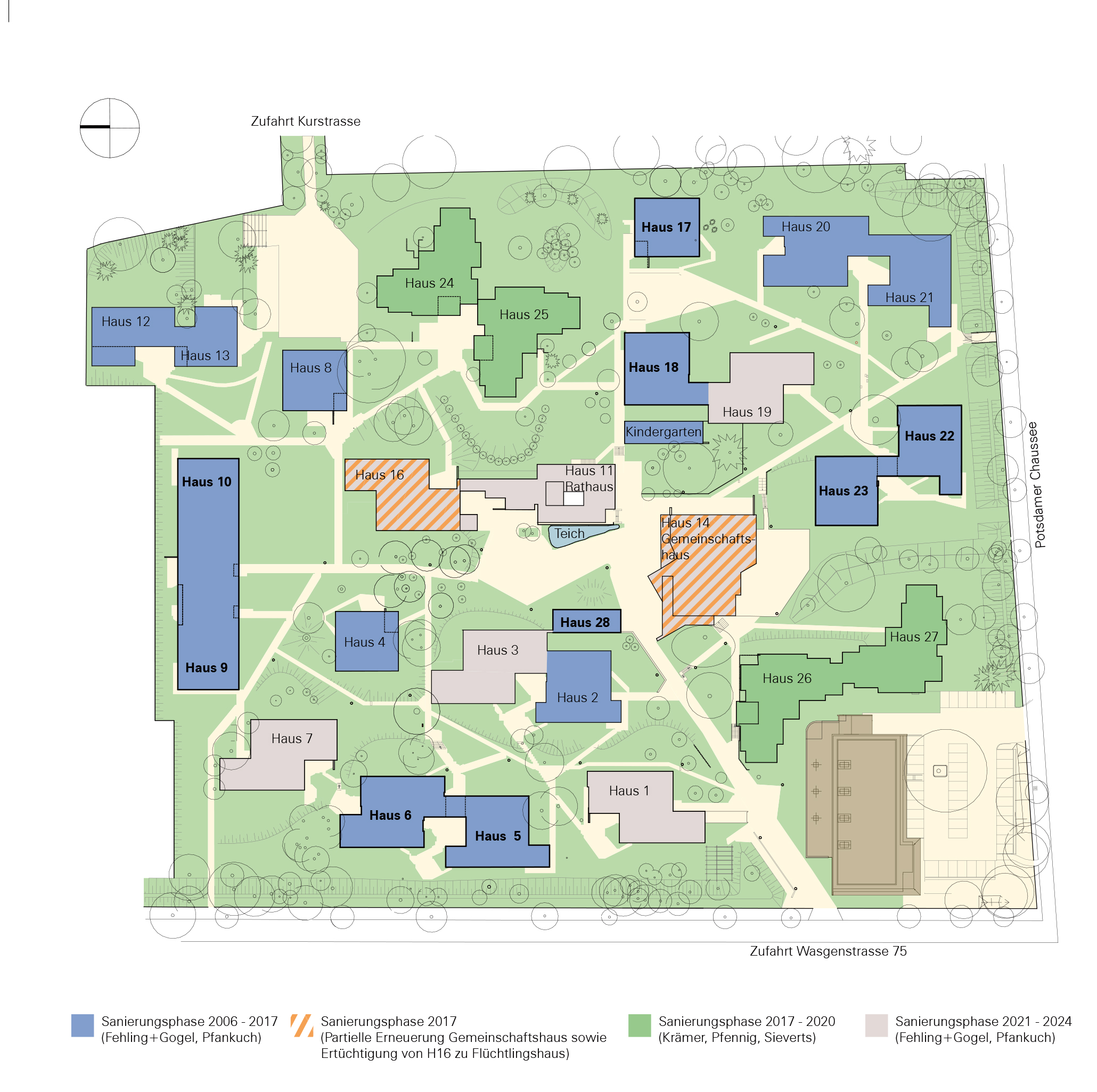
Erneuerungsplan Studentendorf Schlachtensee Stand 2017

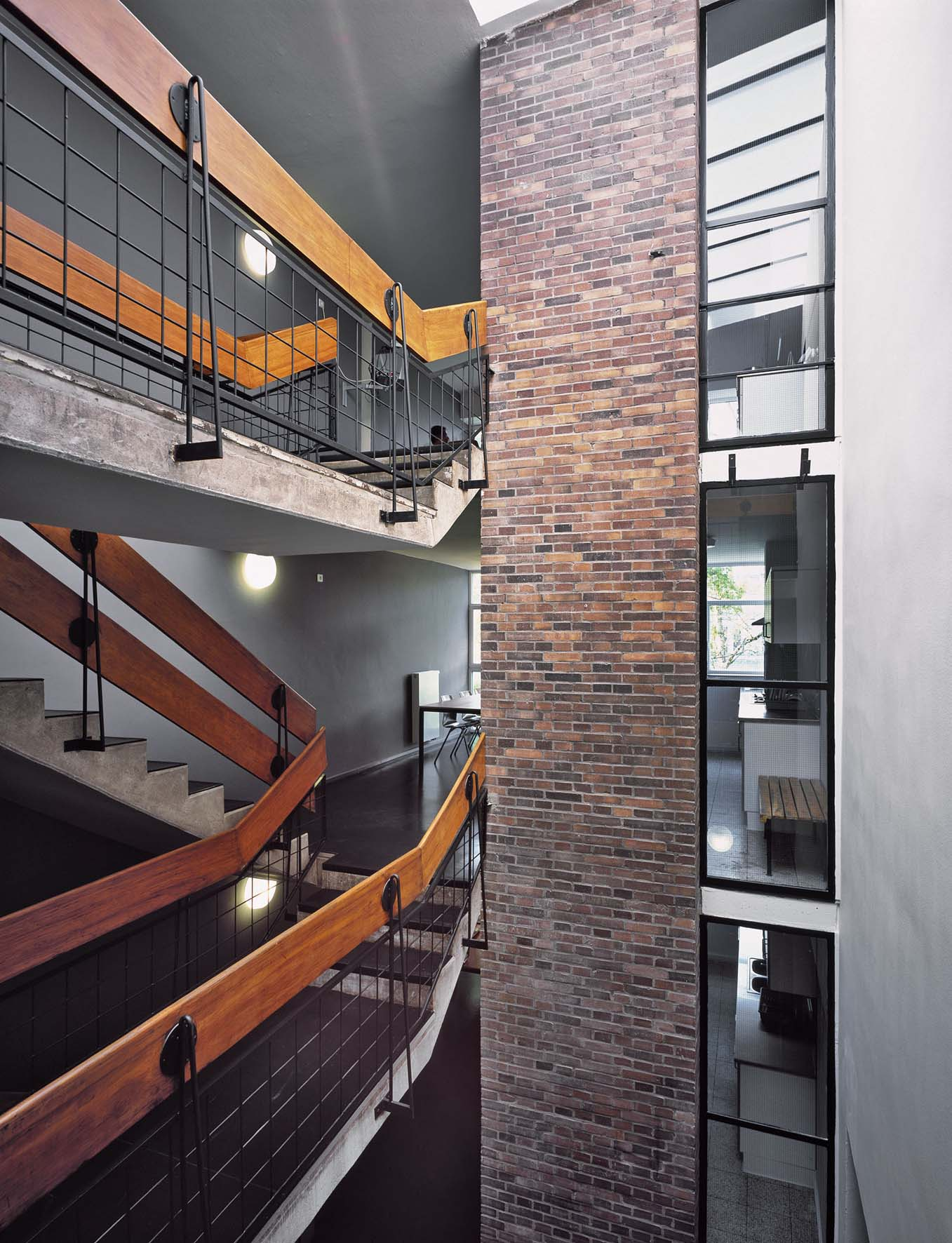
Studentendorf Schlachtensee, Haus 4

Im Jahr 2006 wurde mit der Sanierung der Gebäude begonnen. Das Erneuerungskonzept fußt bis heute auf einer behutsamen und substanzschonenden Modernisierung aller Bauabschnitte des Studentendorfes. Dabei wurden Zimmer vergrößert, Bäder eingebaut, Studentenapartments geschaffen und die Häuser energetisch umgebaut. Die Renovierung der Häuser 4 und 8 wurde 2009 abgeschlossen, am 19. März 2009 wurden die Gebäude feierlich den Studenten der Freien Universität Berlin übergeben. 2010/2011 erfolgte die Erneuerung der Häuser 20 und 21 sowie die Teilerneuerung des Kinderladens in Haus 15. Von 2012 bis 2013 wurden die Häuser 5, 18 und 6 durch das Architekturbüro Brenne Architekten erneuert. 2014 begann die Erneuerung der Häuser 9, 10, 22 und 23, die im Oktober 2015 abgeschlossen wurde. Die ehemalige Bibliothek am Dorfplatz wurde 2014 denkmalpflegerisch instand gesetzt.

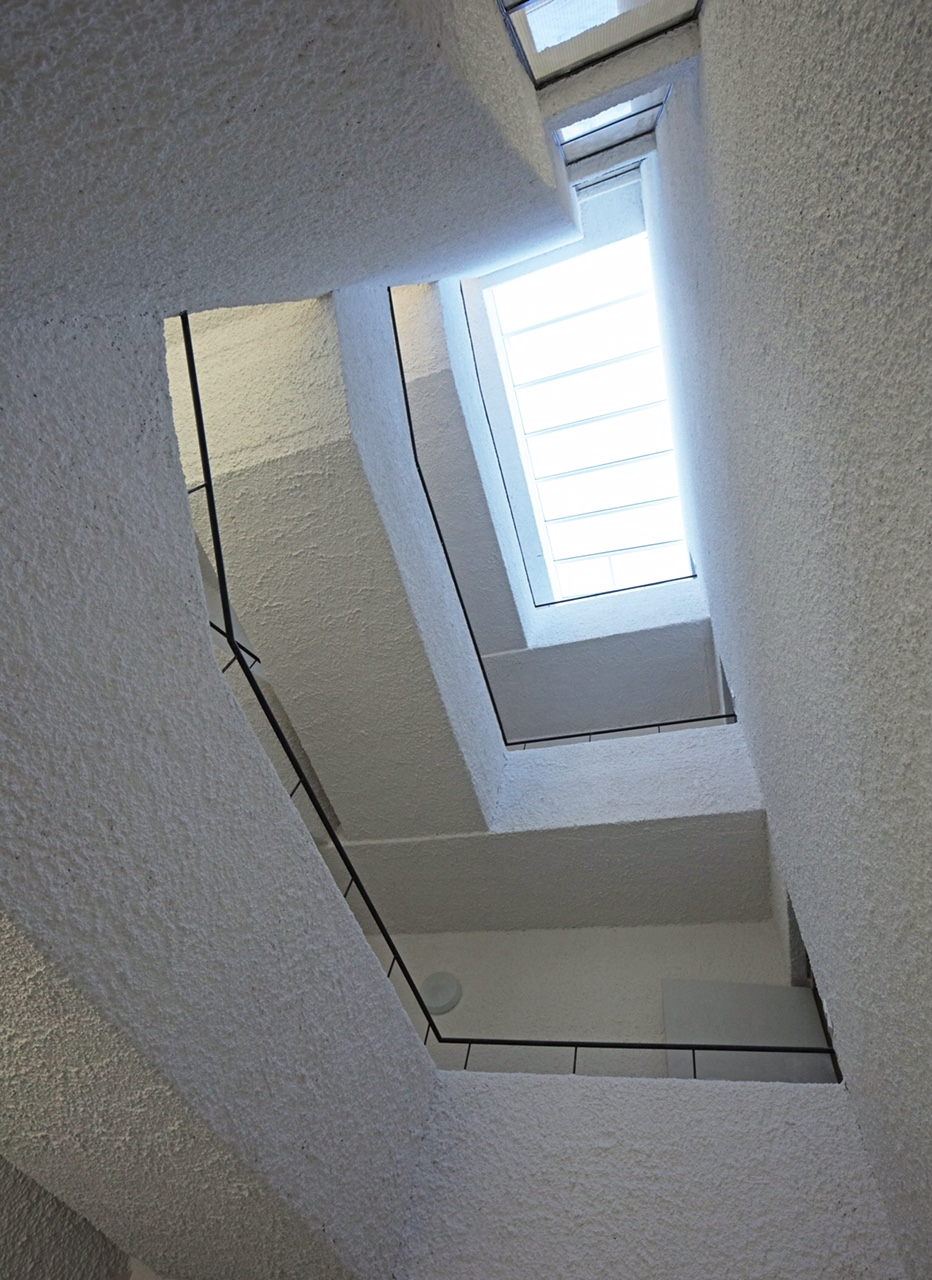
Halle Haus 12 nach der Erneuerung

Im Jahr 2016 wurden die Häuser 2 und 17 fertiggestellt, im März des darauffolgenden Jahres die Häuser 12 und 13 aus dem zweiten Bauabschnitt.
Bis 2018 konnten die ersten 17 Häuser erneuert werden. Die Buden wurden hierzu in verschiedenen Varianten umgebaut: von drei nebeneinander liegenden Zimmern wurde eines für den Einbau eines gemeinsamen Bades und Flures aufgegeben. Bei der Wohngruppenvariante wurden die Buden so belassen, ihnen sind aber eigene Bäder und Wohnküchen zugeordnet. Zudem wurden noch kleinere Einzimmerapartments durch die Zusammenlegung von zwei Buden geschaffen, die mit eigenem Bad und Küchenzeile ausgestattet sind. Die originalen Einbauten blieben erhalten. Das heutige Rathaus (ehemalige Bürgermeisterei) wurde im Jahr 2019 teilerneuert sowie 2018 an der Nord- und Ostfassade des Gemeinschaftshauses (H14) eine Musterfassade angelegt.
Die vier nicht denkmalgeschützten Wohnbauten aus den 1970er Jahren (H 24–27) mit ihren heute 351 Wohneinheiten wurden 2019/2020 erneuert. Die innere Struktur der vom Architekturbüro Kraemer, Pfennig, Sieverts (KPS) konzipierten Häuser war und ist geprägt von der Idee der Wohngruppe. Die von der Gewobag 1977 fertiggestellten Häuser waren bis zu ihrer Erneuerung 2019 ununterbrochen in Betrieb. Entsprechend hoch waren die Anforderungen an den Erneuerungsprozess: Energieeffizienz und Komfortanpassung an heutige Standards standen dabei im Mittelpunkt. Die Umsetzung dieser anspruchsvollen Aufgabe gelang in nur siebenmonatiger Schließzeit unter Leitung des Büros Muck Petzet Architekten.
Der vorletzte Erneuerungsabschnitt, die behutsame denkmalgerechte Sanierung der Häuser 1,3 und 7, wurde 2024 abgeschlossen, unter der Ägide des Büros Brenne Architekten. Die Häuser 16 und 19 und die Teilerneuerung des Rathauses H11 folgen 2025. Damit sind dann voraussichtlich 2026 die Wohnbauten des Kulturdenkmals Studentendorf Schlachtensee vollständig erneuert.
Finanzierungspartner bei der laufenden Sanierung ist u. a. die Umweltbank. Nach Abschluss der Arbeiten aller Arbeiten im Jahr 2024 wird das Studentendorf rund 900 Bewohnern Platz bieten.

## Das Studentendorf im Roman

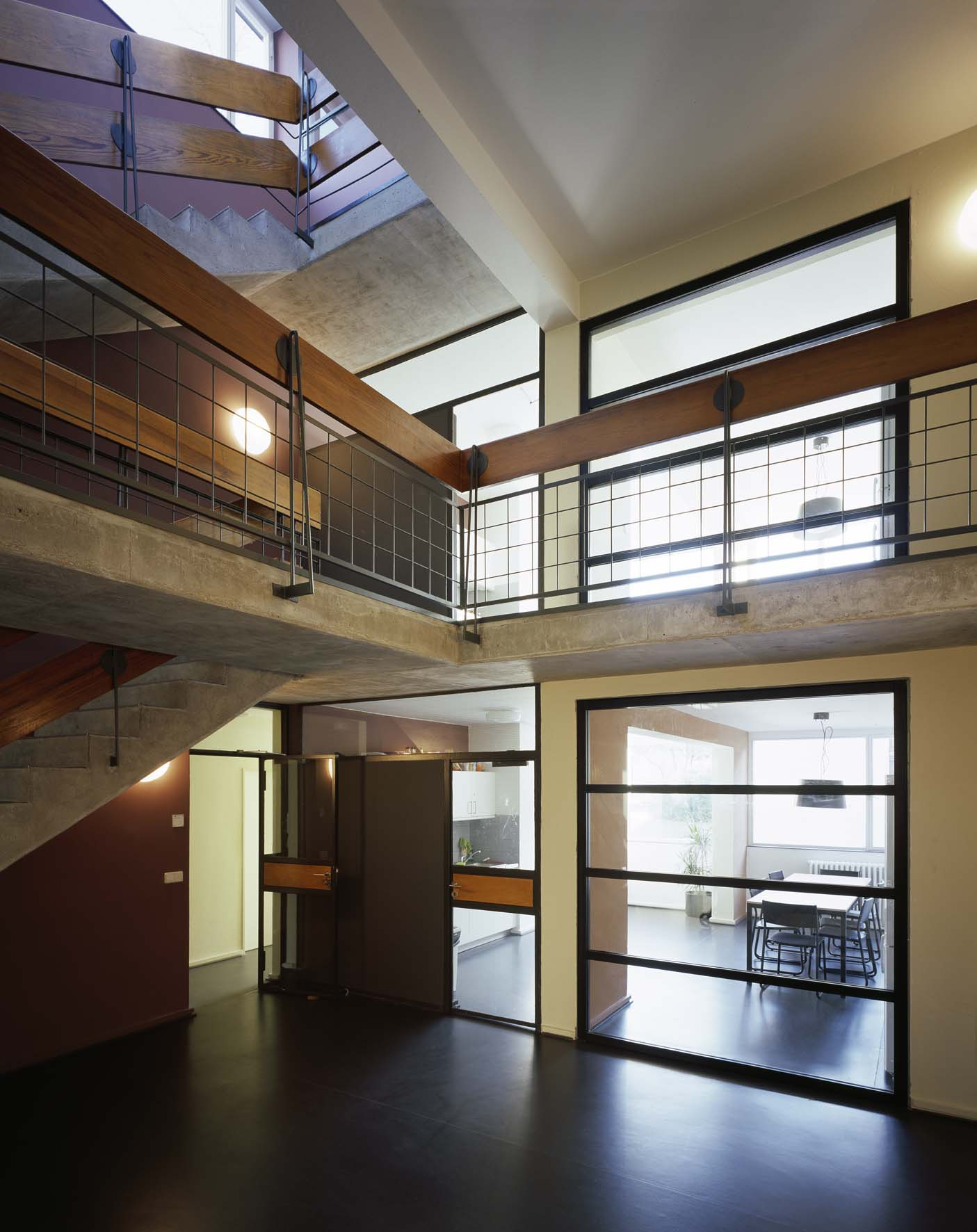
Studentendorf Schlachtensee, Haus 18

Das Studentendorf Schlachtensee ist einer der Schauplätze des Romans Der schöne Vogel Phönix von Jochen Schimmang, der sich unter anderem mit der Zeit der Studentenbewegung auseinandersetzt. Ein Kapitel des Romans trägt den Titel Die Höhlen von Schlachtensee.
Im Roman Restlöcher  von Lena Müller ist das Studentendorf der Ort an dem die Protagonistin während ihres Studiums mit ihren Kindern lebt und wohin sie nach Jahren zurückkehrt.

## Das Studentendorf im Film
Einige Szenen des Films Der Vorleser von Stephen Daldry nach dem gleichnamigen Roman von Bernhard Schlink wurden im Haus 2 im Studentendorf gedreht. Auch Szenen des Films Außerirdische von Florian Gärtner von 1993 wurden im Studentendorf Schlachtensee aufgenommen.